# Монтеджардіно
Монтеджардіно — найменше з дев'яти міст Сан-Марино. Населення 911 чоловік. У місті діють факультети економіки та технологій Університету Сан-Марино.

## Етимологія
Назва міста походить від двох італійських слів: monte («гора») + giardino («сад»).

## Історія
Місто було засноване Лангобардами. Увійшло до складу Сан-Марино у 1463 році в ході територіальної експансії республіки.

## Спорт
У місті базується футбольний клуб Ла Фіоріта.
| Сан-Марино | Це незавершена стаття з географії Сан-Марино. Ви можете допомогти проєкту, виправивши або дописавши її. |